# Apprendisti
Apprendisti (in russo Стажёры?, Stažëry) è un romanzo di fantascienza dei fratelli Arkadij e Boris Strugackij pubblicato per la prima volta in URSS nel 1962. Fa parte del ciclo del pre-Polden’ ed è il terzo e ultimo della trilogia (iniziata nel ’59 con Il paese delle nubi purpuree). Viene considerato l'ultimo romanzo di vera e propria “hard science fiction” degli Strugatskij i quali, in seguito, punteranno su una scrittura personalissima, spesso definita come “fanta-coscienza”. Tradotto in inglese e tedesco (oltre che in pressoché tutte le lingue slave), manca tuttora (a marzo 2020) di un’edizione italiana. 

## Trama
(Arkadij e Boris Strugackij, Apprendisti)
Composto di vari episodi (tredici capitoli, un prologo e un epilogo), il libro narra del viaggio del giovane Jurij Borodin, studente appena diplomato, a bordo del Tachmasib, dalla Terra fino a Saturno. La giovane generazione ha rispetto per i veterani, ma ora che l’umanità domina completamente il sistema solare, si pone traguardi e obiettivi molto diversi. Purtroppo, gli stessi atavici problemi rimangono e vengono proiettati nello spazio: avidità, invidia, meschinità. Ognuno è chiamato a fare la propria scelta. Qualcuno otterrà una morte eroica, qualcun altro si ritirerà a godersi la pensione.
In un certo senso, è un'odissea nello spazio: i protagonisti volano da un pianeta all'altro, da un satellite all’altro, da una base spaziale all’altra. Osservano, leggono, si allenano. Devono imparare a vivere una vita migliore, a discernere gli ideali in cui credere, a essere amici ed amare, a superare paure e insicurezze.
La spedizione visita il pianeta Marte (operazione contro le "sanguisughe marziane"); quindi l'osservatorio Ejnomia, dove un gruppo di scienziati è impegnato in esperimenti su strane leggi fisiche; poi un asteroide, in cui l'impresa Space Pearl estrae pietre preziose violando le norme sulla sicurezza del lavoro; poi ancora un osservatorio su Dione; infine gli anelli di Saturno. La loro origine è naturale o artificiale? Durante un volo di ricognizione si scopre un oggetto che si presume non essere stato creato da mano umana. L'equipaggio vuole avvicinarsi e analizzarlo da vicino...
Secondo Stephen W. Potts, Apprendisti è caratterizzato da un "intenso umanismo", ben rappresentato dal personaggio di Ivan Žilin che decide di abbandonare i viaggi nello spazio per ritornare sulla Terra e diventare un insegnante.

## Struttura
Il romanzo si compone di 13 capitoli, un prologo e un epilogo secondo lo schema che segue. Include alcuni racconti, presentati da uno dei protagonisti (Ivan Žilin) dei quali il più noto è La gigantesca fluttuazione (composto nel 1958). Vere e proprie storie nella storia, una tecnica che poi gli autori svilupperanno meglio in seguito in romanzi come Lo scarabeo nel formicaio (ad esempio con la storia della missione sul pianeta morto) e Destino zoppo (che si compone addirittura di un romanzo nel romanzo: Brutti cigni).
- Prologo
- 1. Mirza-Charlie. Un ragazzo russo.
- 2. Mirza-Charlie. Albergo, stanza trecentosei.
- 3. Marte. Astronomi.
- 4. Marte. La Vecchia Base.
- 5. Marte. L'ispettore generale e gli altri.
- 6. Marte. Il raid.
- 7. "Tachmasib". L'utilità delle istruzioni.
- 8. Eunomia. Pianetini-mortali.
- 9. Bamberga. I poveri di spirito.
- 10. "Tachmasib". La gigantesca fluttuazione.
- 11. Dione. A quattro zampe.
- 12. Anello-1. La ballata dell'alieno con una gamba sola.
- 13. Anello-1. Bisogna vivere.
- Epilogo.